# 하청초등학교
하청초등학교는 대한민국 경상남도 거제시 하청면 하청리에 있는 공립 초등학교이다.

## 학교 연혁
- 1923년 3월 31일 하청공립보통학교(4년제) 설립인가
- 1937년 3월 1일 6년제 인가
- 1938년 4월 1일 하청공립심상소학교로 개칭
- 1941년 4월 1일 하청공립국민학교로 개칭
- 1960년 11월 15일 본관 14교실 준공 (2층)
- 1946년 4월 1일 하청국민학교로 개칭
- 1979년 4월 2일 병설유치원 1학급 개설
- 1983년 3월 2일 특수학급 1학급 개설
- 1993년 3월 1일 유계국민학교 통폐합
- 1998년 8월 31일 덕곡분교장 통폐합
- 2008년 6월 23일 방과후 보육교실 동심원 개관
- 2009년 2월 6일 도서관 책마을 개관
- 2017년 6월 29일 다목적 강당 '하청누리관' 개관
- 2023년 2월 15일 제96회 졸업식(총 졸업생 6,506명)
- 2023년 3월 1일 제36대 곽철원 교장 부임

## 학교 상징
- 교화 - 동백꽃 : 싱그럽게 푸르른 잎은 우리의 푸른 꿈이며 추위 속에 피는 붉은 꽃은 우리들의 인내와 정열을 상징한다.
- 교목 - 느티나무 : 줄기차게 뻗은 자태는 우리의 드높은 기상이며 긴 수명은 우리 학교의 영원함은 상징한다.

## 참고 자료
- 하청초등학교 - 한국교육학술정보원 학교알리미